# Повратак кући (књига)
Повратак кући (енгл. Homegoing) је дебитантски роман списатељице Ја Џаси, објављен 2016. године у издању издавачке куће Пингвин (енгл. Penguin Random House).

## Радња
Роман прати генерације једне ашанти породице, почевши од две сестре, Ефије и Еси, присилно раздвојене у младости средином XVIII века. Ефија и Еси, иако потичу од исте мајке, нису заједно одрастале. Ефија бива удата за гувернера Кејп обале, Британца Џејмса Колинса, са којим добија сина Квеја и живи у благостању. Ефија не зна да се испод замка налазе тамнице у које спроводе заробљене житеље, који као робови бивају продавани и бродом превожени у Америку. Један од заробљеника је и Еси, која добија ћерку Нес након што је силује један од чувара. Роман даље развија приче наредних генерација, све до XXI века. 

## Теме и историјска позадина романа
Радња романа почиње у Гани, где се одвија већина прича чланова Ефијине линије, док се приче чланова Есине линије одмах са ћерком Нес премештају у Америку.
Као позадина ових прича искоришћени су значајни моменти у историји Гане (какао почиње да се масовно производи и извози, Англо-ашантски ратови, Рат златне столице) и Америке (робовласничка ера, Закон о одбеглим робовима из 1850. године, Реконструкција, Харлемска ренесанса).
Роман обилује темамама, од којих су само неке расизам, колонизација и ропство, наслеђе и идентитет, сексизам, предрасуде, дискриминација, покајање и породица.
Списатељица Ја Џаси је као главну инспирацију за тему романа навела посету замку на обали Кејп у Гани, где је на њу јак утисак оставила изразита разлика између горњег нивоа замка, где су живели официри са својим породицама, и доњег нивоа, где су били смештени робови. Такоће, Ја Џаси наводи дела Тони Морисон, Џејмса Болдвина, Едварда П. Џонса, Габријела Гарсију Маркеза као дела која су утицала на њен рад.

## Ликови
Роман прати генерације две сестре, Ефије и Еси. Свако поглавље представља причу једног члана следеће генерације. 

### Ефијина линија
- Ефија Очер
- Квеј Колинс, Ефијин син
- Џејмс Ричард Колинс, Квејев син
- Абена Колинс, Џејмсова ћерка
- Акуа Колинс, Абенина ћерка
- Јоу Ађекум, Акуин син
- Марџори Ађекум, Јоуина ћерка

### Есина линија
- Еси Асари
- Нес Стокам, Есина ћерка
- Коџо Фримен, Несин син
- Ејч Блек, Коџов син
- Вили Блек, Ејчова ћерка
- Карсон Сони Клифтон, Вилин син
- Маркус Клифтон, Карсонов син

## Признања
- Америчка књижевна награда 2017.[4]
- Аудио награда за књижевну фикцију и класику 2017. [5]
- Награда Џон Леонард Националног књижевног круга критичара 2016. [6]
- Награда Фондације Хемингвеј/PEN 2017.[7]
- Награда 5 испод 35 Националне књижевне фондације 2016.[8]
- Ужи круг за награду Центра за фикцију 2016.[9]

## Превод
Повратак кући је преведен на 22 језика. Превод на српски језик урадила је Дубравка Срећковић Дивковић за издавачку кућу Лагуна.